# Сингх, Джан
Джан Сингх (англ. Gian Singh; 16 января 1928, Тайпинг, Перак — 12 ноября 2004, Куала-Лумпур) — малайский хоккеист на траве, полузащитник. Участник летних Олимпийских игр 1956 года.

## Биография
Джан Сингх родился 16 января 1928 года в городе Тайпинг в Малайской Федерации (сейчас в Малайзии).
Учился в школе короля Эдуарда VII в Тайпинге.
Играл в хоккей на траве за Паханг (1949—1952), Селангор (1953—1956). Параллельно выступал за Южную Малайю в их традиционных ежегодных матчах с Северной Малайей и команду Малайского спортивного совета Сингапура.
В 1954 году вместе с командой малайских сикхов участвовал в турне по Суматре, был её вице-капитаном. В 1955 году с командой малайских индийцев играл в турне по Гонконгу.
В 1956 году вошёл в состав сборной Малайи на летних Олимпийских играх в Мельбурне, занявшей 9-е место. Играл на позиции полузащитника, провёл (по имеющимся данным) 1 матч, мячей не забивал.
В 1958 году участвовал в хоккейном турнире летних Азиатских игр в Токио, где малайцы заняли 4-е место.
С 1949 года служил инспектором королевской полиции Малайи. Выйдя на пенсию с должности помощника комиссара полиции, начал юридическую карьеру. В 1985 году в 57-летнем возрасте окончил Бакингемский университет, где изучал право. В 61 год был принят в Малазийскую коллегию адвокатов.
Умер 12 ноября 2004 года в малайзийском городе Куала-Лумпур.